# Élections municipales de 2001 à Dunkerque
Les élections municipales ont lieu les 11 mars et 18 mars 2001 à Dunkerque.

## Mode de scrutin
Le mode de scrutin à Dunkerque est celui des villes de plus de 1 000 habitants : la liste arrivée en tête obtient la moitié des 33 sièges du conseil municipal. Le reste est réparti à la proportionnelle entre toutes les listes ayant obtenu au moins 5 % des suffrages exprimés. Un deuxième tour est organisé si aucune liste n'atteint la majorité absolue et au moins 25 % des inscrits au premier tour. Seules les listes ayant obtenu aux moins 10 % des suffrages exprimés peuvent s'y présenter. Les listes ayant obtenu au moins 5 % des suffrages exprimés peuvent fusionner avec une liste présente au second tour.

## Contexte
Michel Delebarre se présente pour un 3e mandat, il vient de faire le choix entre la présidence du Conseil régional du Nord-Pas-de-Calais et la ville de Dunkerque. Face à lui Franck Dhersin (DL) Député de la 13e circonscription du Nord, Philippe Emmery (MNR) et Jacque Volant (LO).

## Résultats[1]
- Maire sortant : Michel Delebarre (PS)
- 49 sièges à pourvoir (population légale 1999 : 70 850 habitants)

| Candidat        | Candidat          | Parti          | Premier tour | Premier tour | Second tour | Second tour |
| Candidat        | Candidat          | Parti          | Voix         | %            | Voix        | %           |
| --------------- | ----------------- | -------------- | ------------ | ------------ | ----------- | ----------- |
|                 | Michel Delebarre* | PS             | 14 913       | 49,86        | 16 372      | 55,64       |
|                 | Franck Dhersin    | DL             | 9 250        | 30,93        | 9 377       | 31,86       |
|                 | Philippe Eymmery  | FN             | 3 947        | 11,13        | 3 674       | 12,49       |
|                 | Jacques Volant    | LO             | 1 795        | 6,00         |             |             |
|                 |                   |                |              |              |             |             |
| Inscrits        | Inscrits          | Inscrits       | 51 108       | 100,00       | 51 108      | 100,00      |
| Abstentions     | Abstentions       | Abstentions    | 18 419       | 29,17        | 18 731      | 29,68       |
| Votants         | Votants           | Votants        | 30 974       |              | 30 331      |             |
| Blancs et nuls  | Blancs et nuls    | Blancs et nuls | 1 069        |              | 908         |             |
| Exprimés        | Exprimés          | Exprimés       | 29 905       |              | 29 423      |             |
| * Maire sortant |                   |                |              |              |             |             |